# Sztranyavszky Sándor
Sztranyavszky Sándor (Balassagyarmat, 1882. december 9. – Nógrádmarcal, 1942. április 30.) országgyűlési képviselő, Nógrád és Hont vármegye főispánja, a Belügyminisztérium államtitkára, földművelésügyi miniszter, a Nemzeti Munkapárt, később az Egységes Párt, majd a Nemzeti Egység Pártja politikusa.

## Életpályája
Édesapja Sztranyavszky Géza, királyi közjegyző volt Balassagyarmaton.

### Fiatalkora
Az elemi iskolát Balassagyarmaton végezte el, a középfokú tanulmányait a budapesti Ferenc József Intézetben, a pozsonyi líceumban, majd Losoncon folytatta, ahol le is érettségizett. A család hagyományait követve 1900-tól Budapesten és Kolozsvárott jogot tanult, utóbbi egyetemen államtudományi doktorátust nyert. Felsőfokú tanulmányai után rövid katonai szolgálatot vállalt, ahonnan királyi tartalékos huszárhadnagyként szerelt le. 1905-től közjegyző gyakornokként dolgozott az édesapa mellett. Sztranyavszky a vármegye közösségi életének közismert és közkedvelt személyisége lett, a szécsényi országgyűlés 200. évfordulóján, 1905. szeptember 12-én már vezető tagja volt az ünneplő vármegyei díszbandériumnak, továbbá egyre aktívabb volt a vármegye politikai életében. A századfordulón ismerkedett meg Madách Emmával, akit 1907. október. 2-án feleségül is vett. 1910-ben megszületett lányuk, Sztranyavszky Ilona Klementina Mária. A nógrádmarcali „jegyzői lakot” kastéllyá alakította át a családja számára.

### Politikai pályafutásának kezdete
1906 és 1912 között vált járatossá a vármegyei politikában. Csatlakozott a Tisza Istvánt támogató helyi politikusok köréhez, belépett a Nemzeti Munkapártba, aminek ebben az időben az édesapja volt az egyik megyei ügyvezetője. 1912-től a vármegye törvényhatósági bizottságának elnöke lett. Ebben a tisztségében aktívan részt vett Balassagyarmat rendezett tanácsú várossá válásának ügyében, ennek érdekében még tanulmányi utat is szervezett más rendezett tanácsú városokba. Gyakran szervezett politikai tartalmú vadászatokat is. Ilyen volt az egyik, a nógrádmarcali birtokán megrendezett vadászat is, melyen megegyeztek, hogy a leköszönő gróf Wickenburg Márk országgyűlési képviselő utódjaként Sztranyavszkyt jelölik a választáson. Ugyancsak 1912-ben beválasztották a balassagyarmati takarékpénztár igazgatóságába, április 21-én pedig megválasztották a város országgyűlési képviselőjének. Június 7-én a Tisza István elleni fegyveres merénylet során egy képviselő társával olyan határozottan lépett fel a merénylő, Kovács Gyula ellen, hogy egyes parlamenti tudósítások már brutálisnak és embertelennek minősítették. Ezt Sztranyavszky egy sajtónyilatkozatában cáfolta.

### Karriere a két világháború között
Az első világháború alatt két éven át az 1. Honvéd Huszárezredben teljesített szolgálatot. A fronton töltött élményeiről a helyi újságban számolt be. Az országgyűlésnek 1918 októberéig, a parlament működésképtelenné válásáig volt a tagja. Az őszirózsás forradalomban nem vett részt, családjával visszahúzódva élt a nógrádmarcali birtokukon. Csupán lassan tért vissza a közéletbe. 1919 októberétől tagja volt annak a bizottságnak, amely vizsgálta a vármegyei tisztviselők és alkalmazottak magatartását a tanácsköztársaság alatt. 1919. december 24-én a birtokán tartották meg az alakuló ülésüket a királypártiak. Az 1920-as választáson a Keresztény Nemzeti Egyesülés programjával kívánt részt venni, de végül mégsem indult el a képviselői mandátumért. 1921-ben kinevezték a vármegyei mezőgazdasági bizottság elnökének, valamint a Magyar Országos Véderő Egyesület vármegyei elnökének is. 1922. április 20-án iktatták be Nógrád és Hont vármegye főispáni tisztségébe. Főispánsága alatt sokat tett a vármegyéért, elsősorban Balassagyarmatért.
1926-ban a Nemzeti Egység Pártja színeiben ismét elindult a parlamenti választásokon, azonban már nem Balassagyarmat, hanem Salgótarján képviselője lett. A Bethlen-kormány újjáalakulásakor, október 15-én a Belügyminisztérium államtitkárává nevezték ki. A kinevezéssel a csendes családi élete felbomlott, elvált a feleségétől. Sztranyavszky nem értett egyet Károlyi takarékossági intézkedéseivel, ezért 1931-ben lemondott az államtitkári tisztségéről, majd rövid időre Nógrádmarcalra vonult vissza. Gömbös Gyula miniszterelnöksége alatt 1932 és 1935 között a Nemzeti Egység Pártja elnöke, majd 1935 és 1938 között a képviselőház elnöke lett.
A képviselőház elnöki munkájával még a kormányzó, Horthy Miklós is elégedett volt, de a pártelnöki tevékenysége miatt számos jelentős politikus követelte a távozását a politikai életből. Ekkorra Sztranyavszky politikai karriere már megtört, 1935-ben pedig már csak a periférikus Szirák képviselőjeként jutott be az országgyűlésbe. 1939-ig volt képviselő, azt követően már nem indult több választáson. 1938-ban még adódott számára lehetőség, és fél évig, május 14-étől november 15-iéig földművelésügyi miniszter lehetett az Imrédy-kormányban. Sztranyavszky nem viselte el a szélsőségek erősödését az országban, majd Imrédy Béla németbarát-politikája ellen tiltakozásul 1938 novemberében tisztségéről lemondott, és több konzervatív képviselővel együtt kilépett a Nemzeti Egység Pártjából.

### Utolsó évei
A politikából való visszavonulását követően hazaköltözött Nógrádmarcalra. Birtokán szarvasmarha-tenyésztésbe kezdett és mintagazdaságot hozott létre. Kiállításokon számos országos mezőgazdasági és növénytermesztési díjat is nyert. Sztranyavszky egészségileg megviselten, 1942. április 30-án halt meg. Temetésére május 2-án került sor a nógrádmarcali temetőben. Horthy részvéttáviratot küldött, számos megemlékező pedig különbusszal érkezett Budapestről erre az alkalomra. A temetést Kapi Béla evangélikus püspök végezte, végső búcsút vett többek között a Gömbös Gyula Társaság, Bárányos Károly földművelésügyi államtitkár, Horváth Sándor vármegyei alispán, a Baross Szövetség, valamint Vannay Béla balassagyarmati és Förster Kálmán salgótarjáni polgármester.

## Díjai és elismerései
- Hévízszentandrás díszpolgára (1928)[13]
- Magyar Érdemrend középkeresztje a csillaggal (1934)[4][14]
- Murga díszpolgára (1937)[15]
- Magyar Érdemrend nagykeresztje[4]
- Magyar Koronás Nagy Aranyérem[4]
- Signum Laudis kardokkal[4]

## Emlékezete
1927 és 1947 között a nevét viselte Balassagyarmat egyik utcája, illetve az ahhoz kapcsolódó sétány. A nyilasrendszer idején Mussolini sétány, míg a szocializmus alatt Somogyi Béla út nevet kapta. Ma a Ligeti Lajos utca nevet viseli.